# 吉備サービスエリア

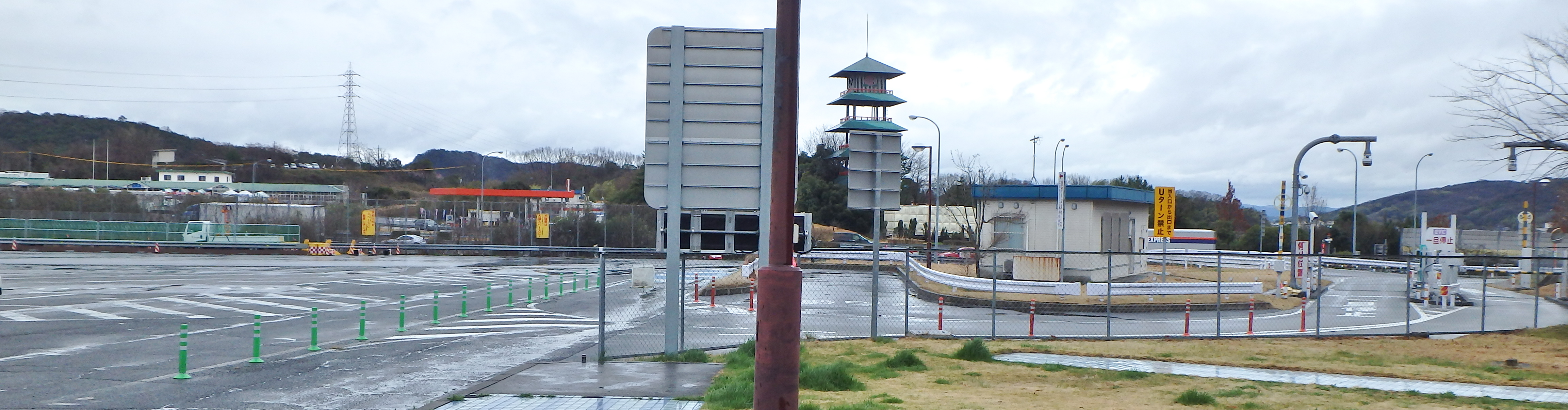
吉備SA下り（左奥）と吉備スマートIC

吉備サービスエリア（きびサービスエリア）は、岡山県岡山市北区今岡（一宮地区）の山陽自動車道にあるサービスエリアである。本項目では附設施設である吉備スマートインターチェンジ（きびスマートインターチェンジ）についても説明する。
なお、両施設の名称である「吉備」は、所在地が吉備国の中枢地帯である吉備路に近いことに由来する。
1993年12月16日の備前IC - 岡山ICの開通に合わせて公園整備が行われた。給水塔は備中国分寺五重塔を模したものとなっている。

## 道路
- E2 山陽自動車道

## 施設
ウェルカムゲートを経由し、一般道から敷地内に入ることができる。
- 下り線は2006年（平成18年）8月6日よりサービス提供開始。
- 上り線は2008年（平成20年）12月21日よりサービス提供開始。

### 上り線（神戸方面）
- 駐車場
  - 大型 79台
  - 小型 66台
  - 車椅子用駐車場有
  - 2023年12月22日から[3]大型車の駐車マスのうち5マスを短時間限定駐車マスとする実証実験が行われている[4]。
- トイレ
  - 男性 大10（和式1・洋式9）・小19
  - 女性 33（和式2・洋式31）
  - 車椅子用 2
- ガソリンスタンド（ENEOS（両備エネシス）、24時間）
- 電気自動車用急速充電器（24時間）6基[5] 要事前登録
- レストラン（岡山プラザホテル、11時 - 21時）
- スナック（岡山プラザホテル、24時間）
- ショッピング（岡山プラザホテル、24時間）
- ベーカリー モスカート・ビアンコ（岡山プラザホテル、7時 - 19時）
- 自動販売機
- 携帯電話充電器（24時間）
- ATM（セブン銀行、24時間）
- インフォメーション・FAXサービス（平日9時 - 19時、土曜日・日曜日・祝日8時 - 20時）
- ハイウェイ情報ターミナル
- 郵便ポスト（備前一宮郵便局）
- 自然ふれあい広場

### 下り線（広島方面）
2021年（令和3年）8月2日にリニューアルオープン。
- 駐車場
  - 大型 85台
  - 小型 70台
  - 車椅子用駐車場有
- トイレ
  - 男性 大8（和式1・洋式7）・小14
  - 女性 28（和式2・洋式26）
  - 車椅子用 2
- ガソリンスタンド（ENEOS（ENEOSウイング）、24時間）
  - 以前は(株)JOMOネット山陽(JOMO)→(株)JOMOネットが運営していた。
- 電気自動車用急速充電器（24時間）6基[5] 要事前登録
- マルシェ[6]
  - モモタロウマルシェ（9:00 - 18:00）
- ベーカリー[6]
  - Bakery Momo（7:00 - 20:00）
- レストラン[6]
  - 温羅の郷（11:00 - 21:00）
- フードコート[6]
  - う麺じゃ（24時間）
  - 丼ぶらこ（24時間）
  - 晴ればれ食堂（10:00 - 22:00）
- カフェ[6]
  - サンマルクカフェ（7:00 - 19:00）
- ショッピング（24時間）[6]
- テイクアウト[6]
  - ケバブハウス（9:00 - 17:00）
  - アゲアゲKING 情熱フライヤー（9:00 - 17:00）
  - ガブリン亭（9:00 - 17:00）
- 自動販売機
- 携帯電話充電器（24時間）
- ATM（セブン銀行、24時間）
- インフォメーション・FAXサービス（平日8:00 - 18:00、土曜日・日曜日・祝日7:00 - 19:00）
- 郵便ポスト（備前一宮郵便局）

### 吉備スマートインターチェンジ
2005年（平成17年）10月16日より、ETC搭載車専用のスマートインターチェンジが設置されている。上り線はSA利用後にSICを利用できず、下り線はSICから入った後にSAを利用できない。
当初は社会交通実験としての敷設であり、目的とする実験は当初2006年（平成18年）3月31日までの予定であったが、終了予定日寸前で実験期間の延長が決定した。2007年（平成19年）3月31日までを追実験のための期間とした。
実験終了後は、実験におけるデータの分析結果の末、正式な設備として恒久化することが決定した。
当SICはゲートの幅やアクセス道路が狭いことから大型車が利用できない。また、利用可能な時間も6時から22時に限られている。そのため24時間化・大型車対応に向けたアクセス道路事業が進められており、2025年度（令和7年度）の総社・一宮バイパス部分開通に合わせて供用開始予定である。

#### 接続する道路

##### 直接接続
- 岡山市道303000066号辛川市場佐山線（上り線）
- 岡山市道403513029号今岡30号線（下り線）

##### 間接接続
- 岡山県道238号上芳賀岡山線（市道経由）
- 岡山県道61号妹尾御津線（市道経由）

## 隣
E2 山陽自動車道
(14) 岡山IC - (14-1) 吉備SA/SIC - (15) 岡山JCT - (16) 倉敷JCT - (17) 倉敷IC

## 周辺施設
- 備前一宮駅（JR西日本・吉備線）
- 岡山リサーチパーク
- 吉備津彦神社
- 吉備津神社
- 最上稲荷
- 備中高松城城址

## アクセス
高速道路以外の現地へのアクセス。ウェルカムゲートがあるため、このアクセスで施設の利用が可能。ゲート利用者のための小規模駐車場あり。
中鉄バス　国道180号方面「芳賀佐山団地」行（経由の異なる2路線あり）
どの停留所からも山陽自動車道高架を視認できる。「佐山口」および「辛川下」停留所の下車では山陽自動車道高架の側道を、そのままサービスエリアに向かって歩く。
- 楢津経由「どうどう池」あるいは「佐山口」停留所下車。西へ徒歩10分程度
- 大窪経由「辛川下」停留所下車。東へ徒歩20分程度
- 大窪経由「松尾」停留所下車。南へ徒歩25分程度

JR西日本岡山支社管区吉備線（桃太郎線）備前一宮駅下車。北東方面へ
- 徒歩　1時間程度
- 自転車　25分程度。駅レンタサイクルあり
- 自動車　15分程度

自動車では岡山・総社の両市街地より約30～45分。吉備スマートインターチェンジ使用時もこのアクセス。
双方とも各県道から側道に折れる際には山陽自動車道の高架を目印にできる。県道61号からは「辛川下」県道238号からは「佐山口」の各バス停も目安にできる。
- 国道180号中川橋交差点にて北折し、岡山県道61号妹尾御津線を辛川市場感知式信号交差点で東折。 岡山市道303000066号辛川市場佐山線（山陽自動車道高架北側道）を東に1kmほど。
- 国道53号岡山北バイパス首部橋西交差点を西折し、岡山県道238号上芳賀岡山線を佐山交差点で西折。岡山市道403513029号今岡30号線（山陽自動車道高架南側道）を西に600mほど。